# Limnophora ismayi
Limnophora ismayi är en tvåvingeart som beskrevs av Shinonaga 2005. Limnophora ismayi ingår i släktet Limnophora och familjen husflugor. Inga underarter finns listade i Catalogue of Life.